# Igor Jáuregi Iraola
Igor Jáuregi Iraola (Tolosa, 29 d'abril de 1974) és un exfutbolista basc, que ocupava la posició de defensa.

## Trajectòria
La carrera de Jáuregi va iniciar-se al club de la seua ciutat natal, el Tolosa, on va romandre fins a 1995, quan passa al CD Hernani. La seua progressió possibilita que a mitjans de la temporada 96/97 siga incorporat pel CD Aurrerá de Vitoria, i a la campanya següent, debuta a Segona Divisió amb la SD Eibar. Eixa temporada juga 38 partits, sent una de les peces més importants dels armeros.
L'estiu de 1998 dona el salt a la Reial Societat. Passaria una primera etapa de tres anys, en les quals no gaudiria de massa partits. La temporada 01/02 és cedit mitja temporada a l'Eibar, on recupera el bon nivell, cosa que fa que els donostiarres el repesquen per al final del campionat.
La 02/03 és la seua campanya més destacada amb la Reial: juga 36 partits, en una lliga en la qual els bascos són subcampions. Però, no té continuïtat, i a l'any següent retorna a la suplència.
A l'abril del 2004 cau lesionat per una tendinitis, que el va mantindre apartat gairebé un any. Regressa als terrenys de joc per disputar una vintena de partits. Al març del 2006 es tornaria a lesionar de nou, aquesta vegada de forma definitiva, anunciant la seua retirada a la fi del seu contracte al juny del 2007.
En les nou temporades com reialista, Jáuregi va disputar 135 partits de primera divisió.